# Pellegrino Turri
|                |  |  |
| Suas invenções |  |  |

Pellegrino Turri (1765-1828) foi um inventor italiano responsável por criar uma máquina de datilografia mecânica conhecida como uma das primeiras máquinas de escrever. Ele também inventou o papel carbono para fornecer a tinta para sua máquina.
Conforme outra versão, a máquina foi inventada em 1802 por Agostino Fantoni de Fivizzano, sobrinho do poeta italiano Labindo, para ajudar sua irmã cega, enquanto Turri apenas melhorou a máquina de Fantoni e inventou o papel carbono em 1806
Embora não se saiba muito sobre a máquina, algumas das cartas escritas nela pela condessa sobreviveram. O romance de 2010, The Blind Contessa's New Machine, de Carey Wallace, é baseado em sua história, embora seja um relato semi-fictício que os retrata como amantes, apesar das cartas sobreviventes não fazerem referência a nenhum caso.
As cartas se dirigem a Turri como "meu querido amigo" e discutem seu progresso no aprendizado do uso do dispositivo.